# Ulrico III di Carinzia
Ulrico III di Carinzia, noto anche come Ulrico III di Spanheim, (Cividale del Friuli, 1220 circa – Cividale del Friuli, 27 ottobre 1269) governò come langravio della marca di Carniola dal 1248 alla morte e fu duca di Carinzia assieme al padre dal 1251 e unico duca di Carinzia dal 1256 alla morte, l'ultimo sovrano della dinastia Sponheim.
Il suo governo ebbe conseguenze di lunga durata: ancora oggi il suo sigillo è lo stemma della Carinzia; in Carniola integrò i precedenti possedimenti degli Andech con i suoi, e divenne il primo indiscusso principe terrae, signore provinciale, formando così la base di potere del futuro ducato di Carniola. Il centro dei suoi primi possedimenti della Carniola, Lubiana, divenne il nuovo centro di potere e quindi la capitale della provincia. Nonostante i suoi tentativi di assicurarsi la vasta eredità di Babenberg attraverso due matrimoni, prima con Agnese di Merania, vedova dell'ultimo duca Babenberg Federico II d'Austria, e poi con la nipote di Federico, Agnese di Baden, Ulrico rimase senza figli. Dopo un breve interregno del fratello minore Filippo, patriarca di Aquileia, la stirpe di Spanheim si estinse e tutti i possedimenti di Ulrico furono ereditati da Ottocaro II di Boemia.

## Biografia
Ulrico III era il figlio maggiore del duca Bernardo di Carinzia e di sua moglie Giuditta, figlia del re Přemyslide Ottocaro I di Boemia. Già suo padre si era sforzato di assumere il dominio sulla marca di Carniola, che Ulrico poteva assicurarsi solo sposando Agnese di Merania, figlia di Ottone II di Borgogna e Beatrice II di Borgogna e vedova dell'ultimo duca Babenberg Federico II d'Austria. Dal 1251 fu co-sovrano della Carinzia con suo padre; nel 1256 succedette a suo padre come duca.

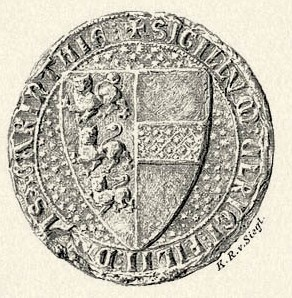
Ultima versione del sigillo di Ulrico, che divenne lo stemma della Carinzia

Ulrico continuò a sviluppare i suoi territori come suo padre. Nel 1260 completò la fondazione della certosa a Bistra (Freudenthal) nella Carniola Interna. Fondò inoltre il monastero dei Canonici regolari a Völkermarkt.
Ebbe divergenze sull'eredità di suo padre con il fratello minore Filippo, che era stato preparato alla carriera ecclesiastica e fu eletto arcivescovo di Salisburgo nel 1247. Filippo si rifiutò di prendere gli ordini sacri per preservare il proprio diritto di successione in Carinzia. Ulrico e Filippo raggiunsero infine un accordo di mutua protezione ed eredità e, dopo che Filippo fu deposto come vescovo nel 1257 dal capitolo della cattedrale, combatterono insieme contro il successore di Filippo, l'arcivescovo Ulrico di Seckau.
Dopo l'elezione dell'arcivescovo Ladislao di Salisburgo divenne chiaro che Filippo avrebbe dovuto abbandonare tutte le speranze di tornare a Salisburgo. Nel 1267 chiese a Ulrico III di dividere la loro eredità e propose anche che potesse essere l'erede di Ulrico, poiché il figlio di Ulrico dal suo primo matrimonio era morto giovane e il suo secondo matrimonio era ancora senza figli. Tuttavia, il 4 dicembre 1268, Ulrico si recò segretamente al castello di Poděbrady, dove concluse un trattato di eredità con suo cugino, re Ottacaro II di Boemia, in cui il re fu nominato suo unico erede.
Quando il duca Ulrico III morì a Cividale del Friuli il 27 ottobre 1269, sia Filippo che Ottocaro II rivendicarono la sua eredità. Nello stesso anno, Filippo fu eletto Patriarca di Aquileia, tuttavia la sua elezione non fu mai confermata dal Papa e nel 1270/71 fu espulso in Austria dalle forze di Ottocaro. Ciò determinò la fine del lungo governo di 150 anni della dinastia Sponheim in Carinzia.

## La partecipazione alla battaglia di Pelagonia
Nella Cronaca della Morea viene menzionata la presenza di un Duca di Carinzia nella battaglia. All'epoca dei fatti il duca era Ulrico III, ma questi governò per diversi anni dopo il 1259 e quasi certamente non partecipò ai fatti narrati. È possibile quindi supporre che tale aggiunta sia del tutto spuria e sia stata fatta dallo scrittore della Cronaca per abbellire la narrazione di tali eventi.

## Matrimoni e figli
Ulrico III si sposò due volte:
- Con Agnese di Merania (1215 – 1263), figlia di Ottone II di Borgogna e Beatrice II di Borgogna e vedova del duca Federico II d'Austria[1]. Questo matrimonio generò un figlio, che morì però giovane.
- Con Agnese di Baden (1250 – 1295), figlia del margravio Ermanno VI di Baden-Baden e Gertrude di Babenberg, nipote del duca Federico II d'Austria. Questo matrimonio non generò figli.

## Ascendenza
|                              |                            |                                        | Genitori                                       |  |  | Nonni |  |  | Bisnonni                   |  |  | Trisnonni                        |  |
|                              |                            |                                        |                                                |  |  |       |  |  | Ulrico I, duca di Carinzia |  |  | Enghelberto II, duca di Carinzia |  |
|                              |                            |                                        |                                                |  |  |       |  |  | Ulrico I, duca di Carinzia |  |  | Enghelberto II, duca di Carinzia |  |
|                              |                            | Uta di Passavia                        |                                                |  |  |       |  |  | Ulrico I, duca di Carinzia |  |  |                                  |  |
| Ermanno II, duca di Carinzia |                            |                                        |                                                |  |  |       |  |  | Ulrico I, duca di Carinzia |  |  |                                  |  |
|                              |                            | Giuditta di Baden                      | Ermanno II, margravio di Baden                 |  |  |       |  |  |                            |  |  |                                  |  |
|                              |                            | Giuditta di Baden                      | Ermanno II, margravio di Baden                 |  |  |       |  |  |                            |  |  |                                  |  |
|                              |                            | Giuditta di Baden                      | Giuditta di Backnang-Sulichgau                 |  |  |       |  |  |                            |  |  |                                  |  |
| Bernardo, duca di Carinzia   |                            | Giuditta di Baden                      |                                                |  |  |       |  |  |                            |  |  |                                  |  |
|                              |                            | Enrico II di Babenberg, duca d'Austria | Leopoldo III di Babenberg, margravio d'Austria |  |  |       |  |  |                            |  |  |                                  |  |
|                              |                            | Enrico II di Babenberg, duca d'Austria | Leopoldo III di Babenberg, margravio d'Austria |  |  |       |  |  |                            |  |  |                                  |  |
|                              |                            | Enrico II di Babenberg, duca d'Austria | Agnese di Waiblingen                           |  |  |       |  |  |                            |  |  |                                  |  |
| Agnese di Babenberg          |                            | Enrico II di Babenberg, duca d'Austria |                                                |  |  |       |  |  |                            |  |  |                                  |  |
|                              |                            | Teodora Comnena                        | Andronico Comneno                              |  |  |       |  |  |                            |  |  |                                  |  |
|                              |                            | Teodora Comnena                        | Andronico Comneno                              |  |  |       |  |  |                            |  |  |                                  |  |
|                              |                            | Teodora Comnena                        | Irene                                          |  |  |       |  |  |                            |  |  |                                  |  |
| Ulrico III, duca di Carinzia |                            | Teodora Comnena                        |                                                |  |  |       |  |  |                            |  |  |                                  |  |
|                              | Vladislao II, re di Boemia | Vladislao I, duca di Boemia            |                                                |  |  |       |  |  |                            |  |  |                                  |  |
|                              | Vladislao II, re di Boemia | Vladislao I, duca di Boemia            |                                                |  |  |       |  |  |                            |  |  |                                  |  |
|                              | Vladislao II, re di Boemia | Richenza di Berg                       |                                                |  |  |       |  |  |                            |  |  |                                  |  |
| Ottocaro I, re di Boemia     | Vladislao II, re di Boemia |                                        |                                                |  |  |       |  |  |                            |  |  |                                  |  |
|                              |                            | Giuditta di Turingia                   | Ludovico I, langravio di Turingia              |  |  |       |  |  |                            |  |  |                                  |  |
|                              |                            | Giuditta di Turingia                   | Ludovico I, langravio di Turingia              |  |  |       |  |  |                            |  |  |                                  |  |
|                              |                            | Giuditta di Turingia                   | Edvige di Gudensberg                           |  |  |       |  |  |                            |  |  |                                  |  |
| Giuditta di Boemia           |                            | Giuditta di Turingia                   |                                                |  |  |       |  |  |                            |  |  |                                  |  |
|                              |                            | Béla III, re d'Ungheria                | Géza II, re d'Ungheria                         |  |  |       |  |  |                            |  |  |                                  |  |
|                              |                            | Béla III, re d'Ungheria                | Géza II, re d'Ungheria                         |  |  |       |  |  |                            |  |  |                                  |  |
|                              |                            | Béla III, re d'Ungheria                | Eufrosina di Kiev                              |  |  |       |  |  |                            |  |  |                                  |  |
| Costanza d'Ungheria          |                            | Béla III, re d'Ungheria                |                                                |  |  |       |  |  |                            |  |  |                                  |  |
|                              |                            | Agnese d'Antiochia                     | Rinaldo di Châtillon                           |  |  |       |  |  |                            |  |  |                                  |  |
|                              |                            | Agnese d'Antiochia                     | Rinaldo di Châtillon                           |  |  |       |  |  |                            |  |  |                                  |  |
|                              |                            | Agnese d'Antiochia                     | Costanza, principessa d'Antiochia              |  |  |       |  |  |                            |  |  |                                  |  |
|                              |                            | Agnese d'Antiochia                     |                                                |  |  |       |  |  |                            |  |  |                                  |  |